# Kosmopol
Kosmopol var ett direktsänt TV-program för ungdomar som producerades av SVT:s ungdomsredaktion i Växjö. Det sändes på eftermiddagen, sändningstiden varierande något, men var ofta mellan kl. 16.15 och 18.15. Programmet sändes 1990–1992 i TV2 (nuvarande SVT2). Programledare var Jan Trolin och Ellinor Persson (senare Geete). Programmet ersatte eftermiddagsprogrammet Unga Tvåan under hösten 1990. Programförklaringen lydde: ”Den jordnära rymdkanalen där allt får plats. Blandad TV med prat, tävlingar och musik på skoj och allvar - direkt från ungdomsredaktionens markstation i Växjö.”

## Utformning
Kosmopol direktsändes onsdag, torsdag och fredag mellan 16.15 och 18:15 på TV2. Programmet fungerade som en inramning för bland annat musikdokumentärer, musikvideor (dessa videomixades med bilder på publiken som dansade i sändning (inspirerat av amerikanska tv-programmet Club MTV) och inköpta ungdomsserier samt inslag av liveframträdanden av populära artister. Vid TV-studions dansgolv återfanns även discjockeyn Fredrik Stålne. De som producerade innehållet i tv-programserien var bland andra producenterna Jan Palm och Mikael Sterner, redaktionschef Håkan Sandberg, scripta Ingelöv Tornerefelt och studioman Alf Pilnäs. TV-programmets namn initierades av Per-Michael Johnson (numera Michael Moschinius) på reklambyrån On The Rocks i Växjö endast två veckor innan sändningsstarten. Det ursprungliga arbetsnamnet för programserien var Boombox. Bland förgrundsdansarna märktes Ola Salo, Mikael Jepson (The Ark), Dea Norberg, Niklas Källner (Skavlan), Anneli Bertilsson (Cat Rapes Dog) m.fl. 

### 1990
Programledare: Jan Trolin och Ellinor Persson.

- 3 oktober 1990: Det första avsnittet av Kosmopol sänds i TV2 (nuvarande SVT2).
- 26 oktober 1990: Dr Alban "No coke", "Hello Africa".
- 21 december 1990: Tomterockers "Renar".

Säsongen innehöll bland annat "Solo i Istanbul" – Den unge klarinettisten Fredrik Fors 17 år är i Istanbul för att spela med unga musiker från hela Europa. "Rock och hör sen" - Om den hörselskadade körsångerskan Mariann Flynner – om rock, decibel och ljudteknik.
"Hultsfredsfestivalen 1990" – Festivalreportage av Henrik Schyffert.
"Nöjesrepet" – Underhållningsblock som tog tittarna bakom kulisserna i nöjesbranschen Just D framförde "Trottoaren" från albumet 1 steg bak å 2 steg fram.

### 1991
Programledare: Jan Trolin och Ellinor Persson, senare Geete.

- 1 februari 1991: Eldkvarn
- 8 februari 1991: Grymlings
- 22 februari 1991: Robert Broberg "Tom top", "Likbil". Inslag från The BRIT Awards med liveuppträdanden från The Cure, Seal, Betty Boo och Status Quo.
- 8 mars 1991: Mauro Scocco, Midi Maxi och Efti
- 14 mars 1991: Henzel & Thors
- 15 mars 1991: Boney M
- 22 mars 1991: Tomas Ledin, Cherry Red
- 27 mars 1991: Mats Wilander & Janne Bark
- 29 mars 1991: Roxette med "Joyride"
- 22 maj 1991: Wilmer X med "Mambo! Mambo!"
- 1 november 1991: Belinda Carlisle med "Heaven is a place on earth" och "Live Your Life Be Free", Gladys och girls
- 8 november 1991: Dayeene, Irma, The Sinners "I wanna love you", "Hurricane shuffle" och "Gotta go".
- 29 november 1991: Rob 'n' Raz DLC feat. Lutricia McNeal & D-Flex "Six minutes", "Rite the bed", Europe "All or nothing, "I'll cry for you", Sweet "Hellraiser". Intervju med Andy Scott från rockgruppen Sweet, Joey Tempest från Europe samt Robert Wåtz, Rasmus Lindwall, Lutricia McNeal och David Seisay (D-Flex).
- 6 december 1991: Love Kings "We got a better beat", Swing Fly "Smoke 'em Swing", 3 Pieces of a Puzzle "You guess the theme (Black man, Red man, yellow and brown)".  Intervju med Time Bomb (Peo Strömberg,  ADL och Swing Fly.
- 13 december 1991: Entombed, Lena Philipsson, Micke Dubois ("Svullo") m.fl.
- 20 december 1991: Kenneth & The Knutters "Ung, villig och motorburen" och "Som en riktig man", Papa Dee & Stonefunkers, Just D "Juligen".

Under 1991 gästade även Status Quo samt Neopop med "Talk to me", Dr. Alban med "No coke" och Leila K m.fl. 
Ständigt återkommande vara hårdrocksmagasinet Diezel med reportern Pär Fontander. 
Före sändningsstart av Kosmopol sändes det 5 minuter långa direktsända pausprogrammet Vakuum som enbart visade korridoren utanför sminklogen på TV-huset i Växjö där tv-tittarna fick en bakom scenen-känsla av TV-studion.

### 1992
Programledare: Jan Trolin och Ellinor Geete.

- 17 januari 1992: Paulo Mendonca "Respect", "Love me tonight". Erika Malmsteen "In the arms of a stranger", "Fall from grace". Intervju med Erika och med Jan "Jeppe" Ekholm från klubbduon Clubland. Intervju med Paolo Mendonca.
- 24 januari 1992: FM "I heard it through the grapevine", "Only the strong survive", Technotronic featuring Reggie "Move that body".
- 31 januari 1992: So What "Hallelujah", "Live like a king". Simon Rowe "Play with me, Eileen", "Lovefire".
- 7 februari 1992: Midi, Maxi och Efti "Ragga Steady", "Cultural Youth". Hysteria (svensk artist-duo med (Nina Yderberg och Emil Hellman) "Coldfire", "Take Me Higher".
- 14 februari 1992: Webstrarna "Moln på marken". Dream Frequency "Feel so real". Izabella Scorupco "Shame shame shame". Desert Rain "Summertime", "Lady of the night".
- 21 februari 1992: Right Said Fred "I'm too sexy", "Don't talk just kiss". D.A.D. "Bad craziness", "Grow or pay". Intervju med Shakespeare's Sister.
- 28 februari 1992: Rozalla "Everybody's Free", "Are You Ready to Fly". DNA feat. Sharon Redd "Can you handle it".
- 6 mars 1992: Farbror Blå "Du är min drog", "Himlen kan vänta". Tommy Ekman "Lämnar mina nycklar", "För hennes ögons skull".
- 13 mars 1992: Sator "Slug it out", "We're right you're wrong". Annette Lindwall "Runaway". Intervju med Micael Peterson, Niklas Strömstedt, Christer Björkman, Maria och Linda, Kikki Danielsson, Claes Malmberg och Adde Malmberg.
- 20 mars 1992: Dr. Alban "It's my life", "One life". Lisa Nilsson "Himlen runt hörnet", "Vem". Stonefunkers. Intervju med Dr. Alban, Lisa Nilsson och producent/låtskrivare Johan Ekelund
- 27 mars 1992: Dom Dummaste "Huset live at Konsum (remix)" mfl.
- 3 april 1992: Martika "Martika's Kitchen", "Toy soldiers", Reel 2 Real m.fl.
- 10 april 1992:  Treble'N Bass "My sweet seniorita", Dr Baker "Turn up the music", "Kaos". Electric Boys "Groovus Maximus",  "Mary in the mystery world". Intervju med Jerry Williams och Electric Boys.

Under 1992 gästade även Stereo MC's med "Connected", samt intervjuer med Ted Gärdestad och Joakim Thåström under säsongen. 
Före sändningsstart av Kosmopol sändes det 5 minuter långa direktsända pausprogrammet Vakuum som enbart visade korridoren utanför sminklogen på TV-huset i Växjö där tv-tittarna fick en bakom scenen-känsla av TV-studion.

### Utländska serier
Bland de externt inköpta tv-serier som sändes i Kosmopol fanns bland annat:
- Degrassi High
- Reportergänget (Press Gang)
- Dr Howser, 16 (Doogie Howser, M.D.)
- Unge Adrians lidanden (The Growing Pains of Adrian Mole)
- Flickan från framtiden (The Girl From Tomorrow )
- Mr Bean